# Лиман Каба
Лиман Каба (на албански: Liman Kaba) е югославски партизанин и деец на комунистическата съпротива във Вардарска Македония.

## Биография
Роден е през 1924 година в град Дебър. Операция Ауфмарш 25 го заварва, докато учи в гимназията в Прищина. Там започва да организира комунистическа съпротива, поради, което на следващата 1942 година е арестуван два пъти. Успява да избяга от затвора и се връща в родния си град. В къщата му се събират на съвещание членове на ЮКП и Кузман Йосифовски основава Местния комитет на ЮКП за Дебър там. През февруари 1943 година се премества в Тирана и става партизанин в албанския народоосвободителен партизански отряд Дайти. С отряда обикаля района на Дебър и Пешкопея. След като Италия капитулира на 8 ноември 1943 година става заместник-политически комисар на чета при командването на града. На 26 август 1944 година влиза в състава на новосформираната Четвърта македонска албанска бригада. През 1944 година става член на ЮКП. Умира през 1945 година на Сремския фронт като заместник-политически комисар на батальон в рамките на петнадесети корпус на НОВЮ. Обявен е за народен герой на Югославия на 8 октомври 1953 година.